# Minerva Medicas tempel
Minerva Medicas tempel var ett tempel på Esquilinen i Rom, tillägnat Minerva i hennes egenskap av läkekonstens gudinna.
Templet uppfördes under den romerska republiken. Inga lämningar av templet har återfunnits. Ruinerna av ett nymfeum har länge felaktigt utpekats som ruinerna av detta tempel.  